# EganaGoldpfeil
EganaGoldpfeil war eine auf den Cayman Islands registrierte, an der Hongkonger Börse notierte Holding, die in den Bereichen Mode, Uhren, Schmuck und Lederwaren tätig war. Der europäische Unternehmensteil meldete 2008 Insolvenz an; das gesamte Unternehmen wurde anschließend abgewickelt.

## Geschichte
Egana Goldpfeil wurde 1998 von Hans-Jörg Seeberger als Fusion der bereits in seinem Besitz befindlichen Hongkonger Firma Egana (mit Marken wie z. B. Dugena) und des Luxus-Lederwarenherstellers Goldpfeil aus Offenbach gegründet. Seeberger kaufte kontinuierlich schwächelnde Marken und Lizenzen hinzu: im Jahr 2000 etwa Junghans, dann die Lizenzen für Schmuck und Uhren der Marke Joop. Seeberger war bis zu seinem Tod im Oktober 2007 auch Vorstandschef und Mehrheitsaktionär.
Die Europazentrale des Unternehmens befand sich in Offenbach am Main, es unterhielt Fertigungsstätten in Asien und Deutschland und beschäftigte weltweit über 7000 Mitarbeiter; 2003/2004 erzielte die Unternehmensgruppe einen Umsatz von 379 Millionen Euro.
Im Jahr 2005 sorgte EganaGoldpfeil durch die Übernahme des traditionsreichen deutschen Schuhherstellers Salamander für Schlagzeilen. Im Juli 2007 wurde von Unregelmäßigkeiten bei Egana berichtet, Vorwürfe des Kursbetrugs durch einen Egana-Manager wurden laut. Daraufhin sank der Aktienkurs von Egana Goldpfeil innerhalb eines Tages um 60 Prozent. Der Handel mit seinen Aktien wurde ab dem 30. Juli 2007 mehrfach ausgesetzt. Am 12. September 2007 wurde der Aktienhandel auf Dauer ausgesetzt. Binnen weniger Wochen verlor die Aktie 90 % an Wert. Der Verdacht auf Bilanzmanipulationen wurde durch die unabhängige Prüfungsgesellschaft KPMG erhärtet; Teile der in den Bilanzen ausgewiesenen Forderungen, Umsätze und Gewinne galten als zweifelhaft. Der Warenhauskonzern Lifestyle International gewährte Egana einen Überbrückungskredit und sollte die Mehrheitsanteile übernehmen, zog aber im August 2008 zurück.
Ende August 2008 meldete EganaGoldpfeil für die europäische Holding Insolvenz an, das Insolvenzverfahren wurde daraufhin Ende Oktober desselben Jahres eröffnet. Als Folgen fielen auch viele der 38 Tochterfirmen in die Insolvenz, etwa die Porzellanmanufaktur Ludwigsburg der Schmuckhersteller Githmann+Wittenauer und Junghans. Ende 2008 wurde die Marke Salamander verkauft, im Laufe des Jahres 2009 wurde EganaGoldpfeil abgewickelt. 
Die Marken von EganaGoldpfeil wurden verkauft, einige gingen in der Folge insolvent, einige werden heute als unabhängige Betriebe weitergeführt.

## Marken von EganaGoldpfeil (Auswahl)

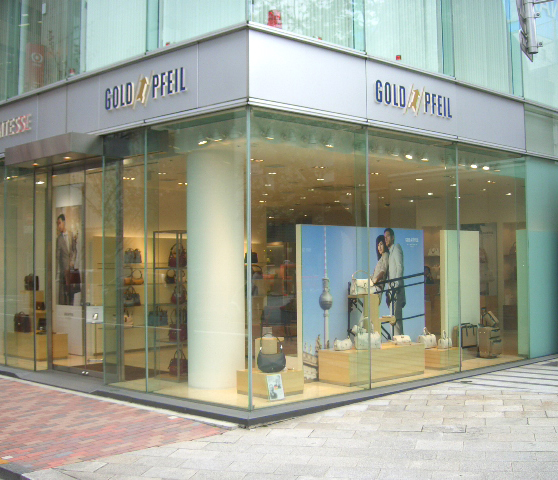
Eine Goldpfeil-Filiale in Tokio

Nach Platzierung innerhalb der Gruppe:
- Luxussegment: Goldpfeil und Comtesse
- Prestigious: Joop!, Cerruti 1881 und Junghans
- Mittleres Segment: Speidel
- Fashion: Pierre Cardin, Ferrano, Yamato (Perlen), Esprit und Mexx
- Andere: Puma Time (Uhrenlinie der Puma-Gruppe), Salamander, Sioux, Phoenix (Uhren), und Carrera (Brillen, Uhren & Schmuck), Porzellanmanufaktur Ludwigsburg, Githmann+Wittenauer (Schmuck), Abel & Zimmermann (Schmuck)